# Байргофер, Карл Теодор
Карл Теодор Байргофер (нем. Karl Theodor Bayrhoffer; 14 октября 1812 года, Марбург —- 3 февраля 1888 года) — немецкий философ, публицист и политик; получил образование в тамошней гимназии, потом в Марбургском и Гейдельбергском университетах, где изучал сначала государственное право, а потом преимущественно философию, и впоследствии был ординарным профессором философии в Марбурге.

## Творческая биография
В своих ранних трудах, каковы: «Grundprobleme der Metaphisik» (Марбург, 1835 год), «Idee des Christentums» (Марбург, 1836 год), «Begriff der organischen Heilung der Menschen» (Марб., 1837 г.), в особенности же в «Idee und Geschichte der Philosophie» (Марбург, 1838 год) выступил решительным последователем Гегеля, тогда как в «Beitrage zur Naturphilosophie» (Лейпциг, 1839—40 гг.), в которых он пытался примирить теорию с эмпирикой, заметно отклонение от прежних воззрений.
В качестве публициста выступил в особенности со времени возникновения немецко-католических свободных обществ. В целом ряде сочинений: «Über den Deutschenkatholizismus» (Марбург, 1845 год), «Das wahre Wesen der gegenwärtigen religiösen Reformation in Deutschland» (Маннг., 1846 год), «Der praktische Verstand und die marburger Lichtfreunde» (Дармштадт, 1847 год) и т. д. он выступил передовым защитником этого направления.
Основные положения своего учения он развил в «Untersuchungen über Wesen, Gecshichte und Kritik der Religion» и в «Jahrbücher für Wissenschaft und Leben» (Дармштадт, 1849 год). За речь в пользу немецкого католицизма, читанную им в Университете в день рождения курфюрста, был отрешен от должности в 1846 году. Избранный в ноябре 1848 году в члены парламента, он примкнул к радикальной партии. С 22 августа до 2 сентября 1850 он был президентом палаты, а также членом парламентского комитета (Auschuss).
Позднее эмигрировал в Америку и жил там до 1866 года в Висконсине, главным образом посвятив себя публицистическим трудам.